# Philippe de Nanteuil
Philippe de Nanteuil (Philippo de Natolio Iuvenis o Natolii, el Joven) fue el primer caballero del rey Teobaldo I de Navarra y un trovador francés. Heredó el señorío de Nanteuil-le-Haudouin de su padre, también Philippe I de Nanteuil. Además de primer caballero del rey de Navarro, se convirtió en su mejor amigo, ya que le salvó la vida varias veces en el campo de batalla. En la literatura y la crítica de los historiadores, Philippe de Nanteuil es el modelo ideal de la caballería medieval y el icono de los valores de caballería.

## Encarcelamiento y martirio
En 1239, en una de las batallas de la cruzada de los barones que dirigía en Tierra Santa  Teobaldo I de Navarra, uno de sus señores,  Gualterio IV de Brienne, conde de Jaffa y Ascalón, fue hecho prisionero por los ayubíes junto con muchos franceses cruzados. De Nanteuil estaba entre ellos, y fue encarcelado en El Cairo. Allí escribió un canción, Canto a ocultar mi duelo, crítico de la órdenes militares.

## Sigillum
(1224) Philippo de Natolio (Natolii) Iuvenis:

armado con todas las piezas, coronado con un casco de forma baja, llevando, suspendido del cuello, unescudo con sus armas: con lenguas de seis flores de lis de oro, que tiene en la mano derecha una espada desnuda elevada, y está montado sobre un caballo galopando a la derecha cuyo caparazón está bordado con sus armas.
(...) armé de toutes pieces, coiffeè d'un casque de forme basse, portant, suspendu au cou, un écu à ses armes: des gueules à six fleur-de-lis d'or, il tient de la main droit un épée nue levèe, et est montè sur un cheval galopant à droite dont le caparacon est brodé à ses armes.
 Achille Collas (1858, Paris)

Uno de los antepasados de esta ilustre familia era Raoul II, conde de Crepy y de Valois, el marido de la reina de Francia Ana de Rusia de la dinastía de los Capetos, viuda del rey Enrique I de Francia, y es por esta razón que lleva seis flores de lis en el escudo de armas de la familia de Nanteuil (lat. Natolii).